# Östlicher Fleckenskunk
Der Östliche Fleckenskunk (Spilogale putorius) ist ein relativ kleines und schmales Raubtier aus der Familie der Skunks, das in einigen östlich des Mississippi gelegenen Bundesstaaten der USA vorkommt.

## Merkmale
Der Östliche Fleckenskunk ist wieselgroß mit einer Kopf-Rumpf-Länge von 23 bis 33 Zentimetern, zu der ein 8 bis 28 Zentimeter langer buschiger Schwanz kommt, die Weibchen sind in der Regel etwas kleiner als die Männchen. Innerhalb ihres Verbreitungsgebietes variiert die Größe, Exemplare im Süden des Verbreitungsgebietes sind deutlich kleiner als nördliche Individuen. Das Gewicht beträgt bei den Männchen 276 bis 885 Gramm, bei den Weibchen 207 bis 475 Gramm. Die weißen Streifen auf dem Fell sind unterbrochen und geben dem Skunk ein fleckiges Erscheinungsbild.
| 3 | · | 1 | · | 3 | · | 1 | = 34 |
| 3 | · | 1 | · | 3 | · | 2 | = 34 |

Der Skunk besitzt im Oberkiefer pro Hälfte drei Schneidezähne (Incisivi), einen Eckzahn, drei Vorbackenzähne (Praemolares) und einen Backenzahn (Molar), wobei der zweite Praemolar sehr klein oder fehlend ist. Im Unterkiefer besitzt er einen zusätzlichen Backenzahn pro Hälfte. Insgesamt besitzen die Tiere somit 34 Zähne.

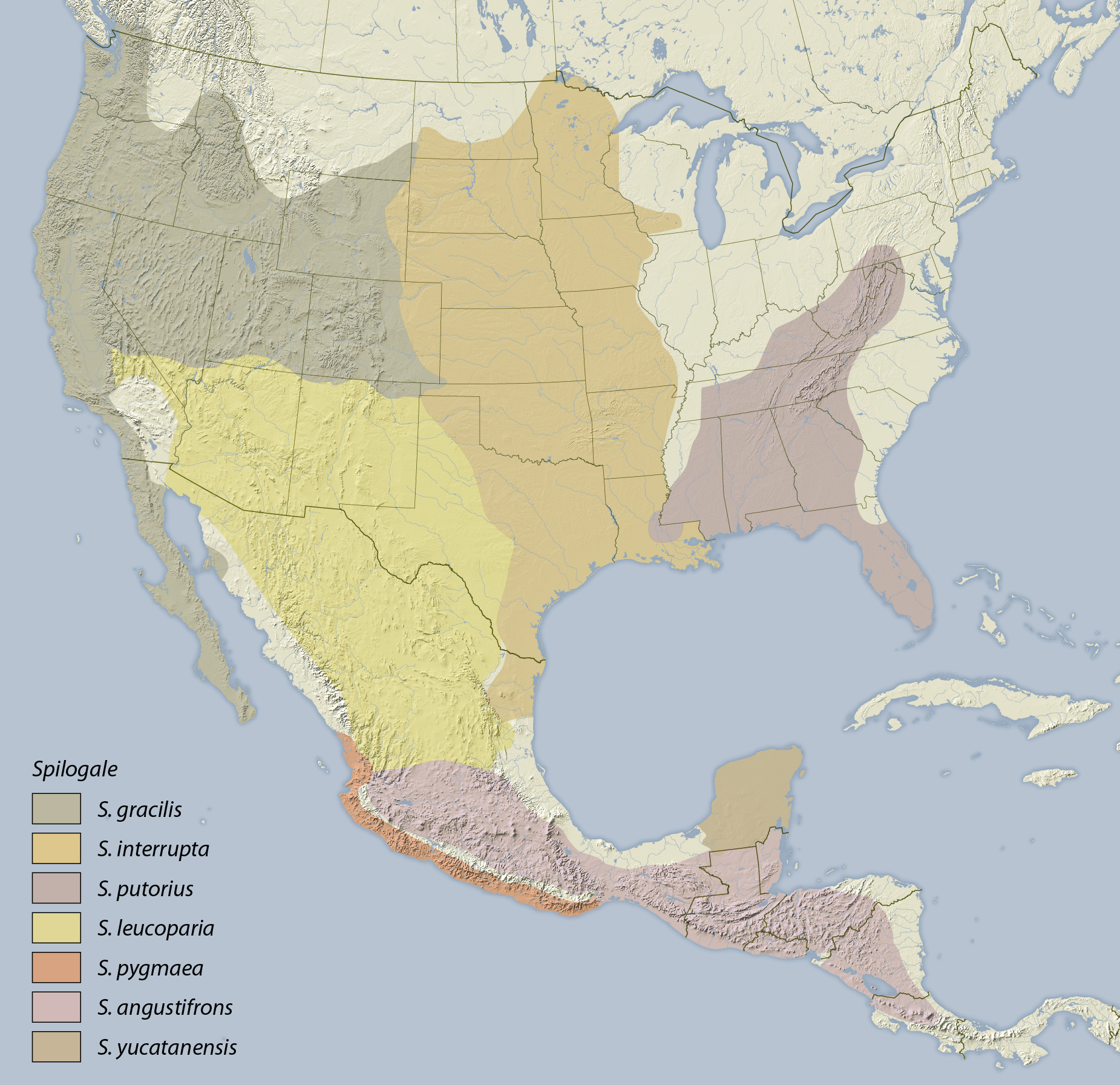
Vom südlichen Pennsylvania im Norden bis Florida im Südosten und Mississippi im Südwesten reicht das Verbreitungsgebiet des Östlichen Fleckenskunks

## Verbreitung
Das Verbreitungsgebiet liegt östlich des Mississippi und erstreckt sich vom südlichen Pennsylvania im Norden bis Florida im Südosten und Mississippi im Südwesten. Als Habitat werden Wälder bevorzugt, die Art kommt aber auch in Grasländern und felsigen Gegenden vor, in denen es genügend Versteckmöglichkeiten wie Büsche oder Baumgruppen gibt.

## Lebensweise
Östliche Fleckenskunks graben ihre Baue im Erdboden, außerdem nutzen sie Baumhöhlen als Verstecke, auch werden Erdhöhlen von anderen Säugetieren übernommen. Allgemein sind diese Tiere nachtaktive Insektenfresser. Weiterhin fressen sie Kleinsäuger, Vögel, Aas und selten Pflanzenteile.
Wie andere Skunks sprühen diese Tiere eine stinkende Flüssigkeit gegen einen Angreifer, wenn sie sich stark bedroht fühlen. Dabei vollführen sie regelrechte Handstände mit den Analdrüsen zum Feind. Zu den natürlichen Feinden zählen Katzen wie Rotluchse sowie andere Raubtiere und Eulen.
Die Paarungszeit liegt hauptsächlich zwischen März und April, auf die eine Trächtigkeit von 50 bis 65 Tagen folgt. Die Geburt der durchschnittlich 5 bis 6 Jungtiere geschieht somit im Mai oder Anfang Juni. Bei neugeborenen Östlichen Fleckenskunks ist das Fell noch spärlich und Augen sowie Ohren sind geschlossen. Sie öffnen die Augen nach etwa einem Monat und erhalten etwa 54 Tage Muttermilch. Im Frühjahr des Folgejahres werden die Jungtiere geschlechtsreif.

## Systematik
Der Östliche Fleckenskunk wird als eigenständige Art innerhalb der Gattung der Fleckenskunks (Spilogale) eingeordnet, die aus sieben Arten besteht. Die wissenschaftliche Erstbeschreibung stammt von Carl von Linné, der die Art in seiner Systema naturae aus dem Jahr 1758 beschrieb. Zeitweise wurde der Südliche Fleckenskunk (Spilogale angustifrons) als Unterart des Östlichen Fleckenskunk betrachtet, er wird jedoch anhand genomischer Unterschiede heute als eigene Art betrachtet.
Innerhalb der Art werden heute keine Unterarten mehr unterschieden. Spilogale putorius interrupta gilt heute als eigenständige Art, ist aber nah verwandt und die Schwesterart von Spilogale putorius. Die nächst verwandte Art dieser beiden Arten ist Spilogale yucatanensis, die ursprünglich als Unterart des Südlichen Fleckenskunks (Spilogale angustifrons) galt. Zusammen bilden die drei Arten eine westliche Klade innerhalb der Gattung Spilogale. Die Fleckenskunks stellen in ihrer Gesamtheit die Schwestergruppe der Streifenskunks (Mephitis) dar. Innerhalb der Fleckenskunks erfolgte die Radiation zu den heute bekannten sieben Arten ab einem Zeitraum von vor etwa 5 Millionen Jahren, wodurch diese Gattung die jüngste innerhalb der Skunks darstellt.

## Gefährdung und Schutz

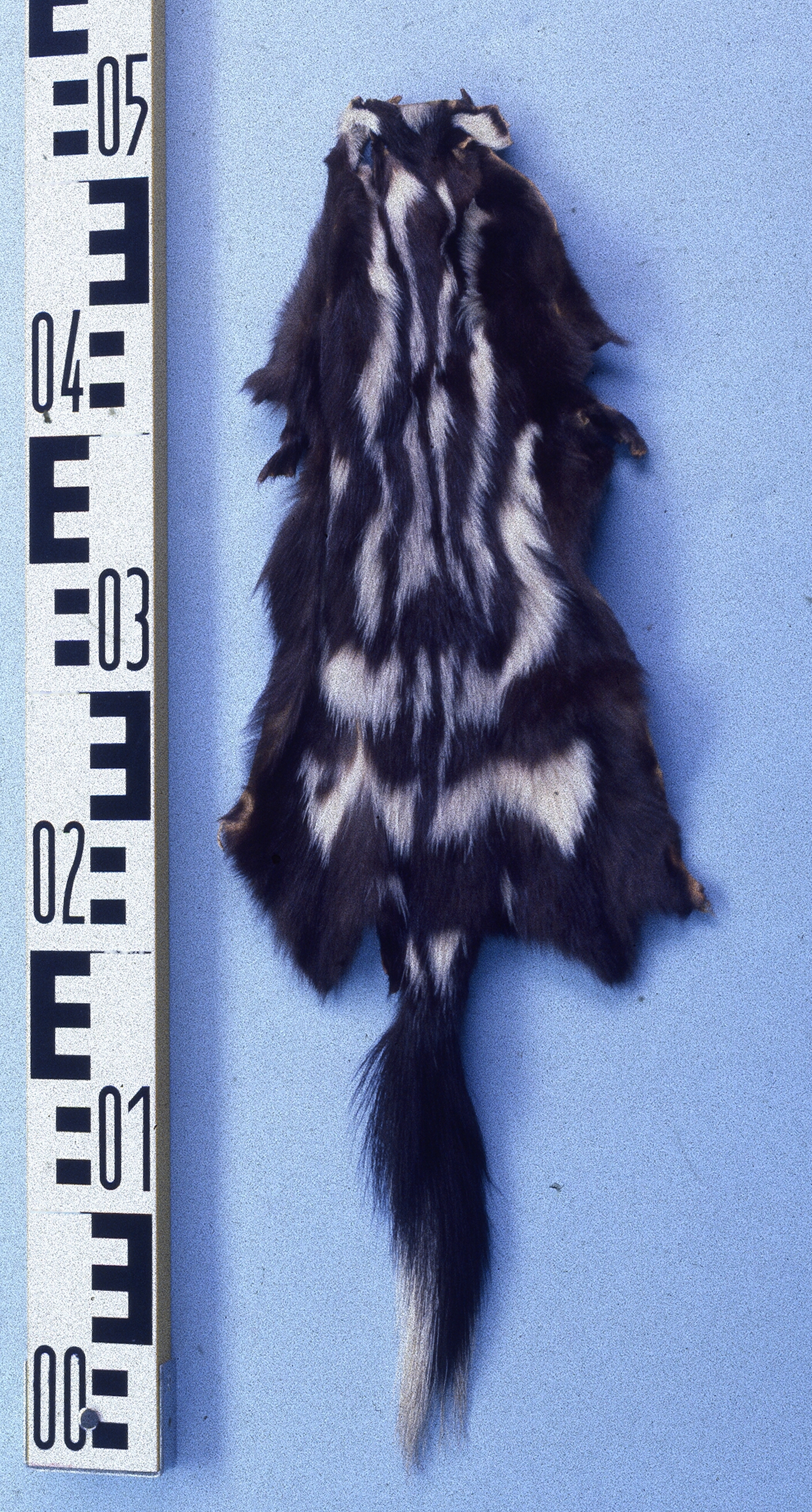
Pelz des Östlichen Fleckenskunks

Der Östliche Fleckenskunk wird von der International Union for Conservation of Nature and Natural Resources (IUCN) aufgrund des relativ großen Verbreitungsgebiets sowie der angenommenen Bestandsgröße und der Anpassungsfähigkeit an veränderte Lebensräume als nicht gefährdet („least concern“) eingestuft. Gefährdungen für die Art bestehen vor allem in Form von Waldbränden, der Anpflanzung von landwirtschaftlichen Monokulturen sowie dem Straßenbau und Fahrzeugverkehr.
Das Fleckenskunkfell wird in geringem Umfang zu Pelzbekleidung verarbeitet, doch dies hat keine bedeutende Wirkung auf die Bestandsgröße. Einige Individuen fallen dem Straßenverkehr und Pestiziden zum Opfer. Allgemein gilt die Population als gesichert.